# 베타 이스라엘
베타 이스라엘(히브리어: בֵּיתֶא יִשְׂרָאֵל) 또는 에티오피아 유대인(히브리어: יְהוּדֵי אֶתְיוֹפְּיָה 그으즈어: የኢትዮጵያ አይሁድዊ)은 에티오피아에서 살던 흑인 유대인 공동체에 속한 사람들을 말한다.

## 기원
구약성경 열왕기 상에는 시바의 여왕이 솔로몬 왕을 방문한 사실이 나와있다. 에티오피아의 구전에 따르면 이들 사이에서 태어난 메넬리크 1세가 베타 이스라엘의 기원이라고 한다. 이는 성경 상에서는 찾을 수 없는, 말 그대로 구전이다.
유전자 검사 결과 초기 연구들에서는 베타 이스라엘과 유대인 사이에 연관성이 없는 것으로 나왔지만, 2012년에 나온 연구결과에서 베타 이스라엘은 에티오피아 원주민과 닮았지만 약간의 유대인 혈통을 가진것으로 확인됐다. 오래전에 에티오피아로 건너간 유대인들이 유대교를 전도하는데 성공해 원주민을 유대교로 개종시키고 서로 혼혈되고 동화되어 베타 이스라엘이 형성됐다는 것을 보여준다. 이 결과는 베타 이스라엘들이 (이스라엘에 돌아와 현대 유대교를 받아들이기 전까지) 하누카를 쇠지 않았던 이유를 설명한다.

## 현대
19세기에 개신교 선교사들이 베타 이스라엘을 기독교로 개종시키기 위해 선교활동을 했다. 개신교로 개종한 베타 이스라엘을 팔라시 무라라고한다.
이스라엘이 건국된 후 처음에 이스라엘 정부는 베타 이스라엘을 유대인으로 인정하지 않았다. 몇몇 베타 이스라엘들은 관광비자로 이스라엘에 입국한 뒤에 불법체류자로 이스라엘에 정착했다.
1975년에 이츠하크 라빈 정부는 베타 이스라엘은 유대인이므로 귀환법의 적용대상이라고 선언했다. 메나헴 베긴 총리는 베타 이스라엘이 사라진 10지파의 후손이라고 선포했다.
1974년 9월 12일 마르크스주의를 표방하는 데르그가 황제 하일레 셀라시에 1세에 대항한 에티오피아 내전이 일어나고 데르그가 에티오피아를 장악하게 되자 베타 이스라엘들이 대거 이스라엘로 입국하는 알리야가 있었다.
1979년부터 1984년까지 모사드는 베타 이스라엘을 수단으로 입국시킨 뒤에 유럽을 거쳐 이스라엘로 수송했다. 1983년에 에티오피아 곤다르 주지사가 국외 이주 규제를 폐지하자 많은 베타 이스라엘들이 수단을 향해 떠났다. 1985년 1월에 시행된 모세 작전과 몇주 뒤에 시행된 여호수아 작전을 통해 수단에 머무르던 베타 이스라엘들이 이스라엘로 입국하였다. 공산주의가 붕괴된 1990년부터 베타 이스라엘들이 에티오피아에서 직접 이스라엘로 갈 수 있게 되었다. 1991년에 에티오피아의 정정 불안이 심해지자 이스라엘은 솔로몬 작전을 실시하여 베타 이스라엘들을 이스라엘로 구출했다.

## 팔라시 무라 논쟁
기독교로 개종한 베타 이스라엘인 팔라시 무라들이 귀환법의 적용대상인지 논쟁이 있다.

## 이스라엘에서의 차별
1996년에는 이스라엘 혈액 당국에서 에티오피아계 유대인들이 헌혈한 혈액을 폐기했다는 사실이 드러나 차별 논란이 일었다. 2013년에는 적수정에서 에티오피아에서 태어난 뒤 세살때부터 이스라엘에 거주한 에티오피아계 유대인 여성 국회의원의 헌혈을 거부하여 파장이 일었다.

## 같이 보기
- 이스라엘 민족
- 사라진 열 지파
- 에티오피아의 역사